# Teresa Milewska
Teresa Danuta Milewska (ur. 14 grudnia 1931 w Baranowiczach, zm. 3 stycznia 1999 w Gdańsku) – polska historyk sztuki i muzealnik. W latach 1960–1975 dyrektor Muzeum w Elblągu, w latach 1983−1988 dyrektor Muzeum Narodowego w Gdańsku.

## Życiorys
Urodziła się w Baranowiczach, w obecnej Białorusi. Z wybuchem II wojny światowej zaczęła naukę na tajnych kompletach w Wilnie. W 1945 została przesiedlona z rodziną do Gdańska i kontynuowała naukę w III Liceum Ogólnokształcącym im. Bohaterów Westerplatte w Gdańsku. W 1951 rozpoczęła studia na Uniwersytecie Mikołaja Kopernika w Toruniu, dyplom uzyskała w 1956. W tym samym roku rozpoczęła pracę w Muzeum Elbląskim na stanowisku asystenta, w 1960 awansowała na stanowisko dyrektora, funkcję pełniła do 1975. Podczas dyrekcji w Muzeum Elbląskim zaadaptowała na cele muzealne zabytkowy budynek dawnego Gimnazjum Elbląskiego na Podzamczu. W 1976 została zatrudniona w Muzeum Narodowym w Gdańsku na stanowisku kustosza, w 1981 awansowała na stanowisko wicedyrektora, zaś w 1983 została powołana na stanowisko dyrektora, które pełniła do przejścia na emeryturę w 1988.
Pochowana na Cmentarzu Srebrzysko w Gdańsku  (rejon VIII, kw. VI-1-17).

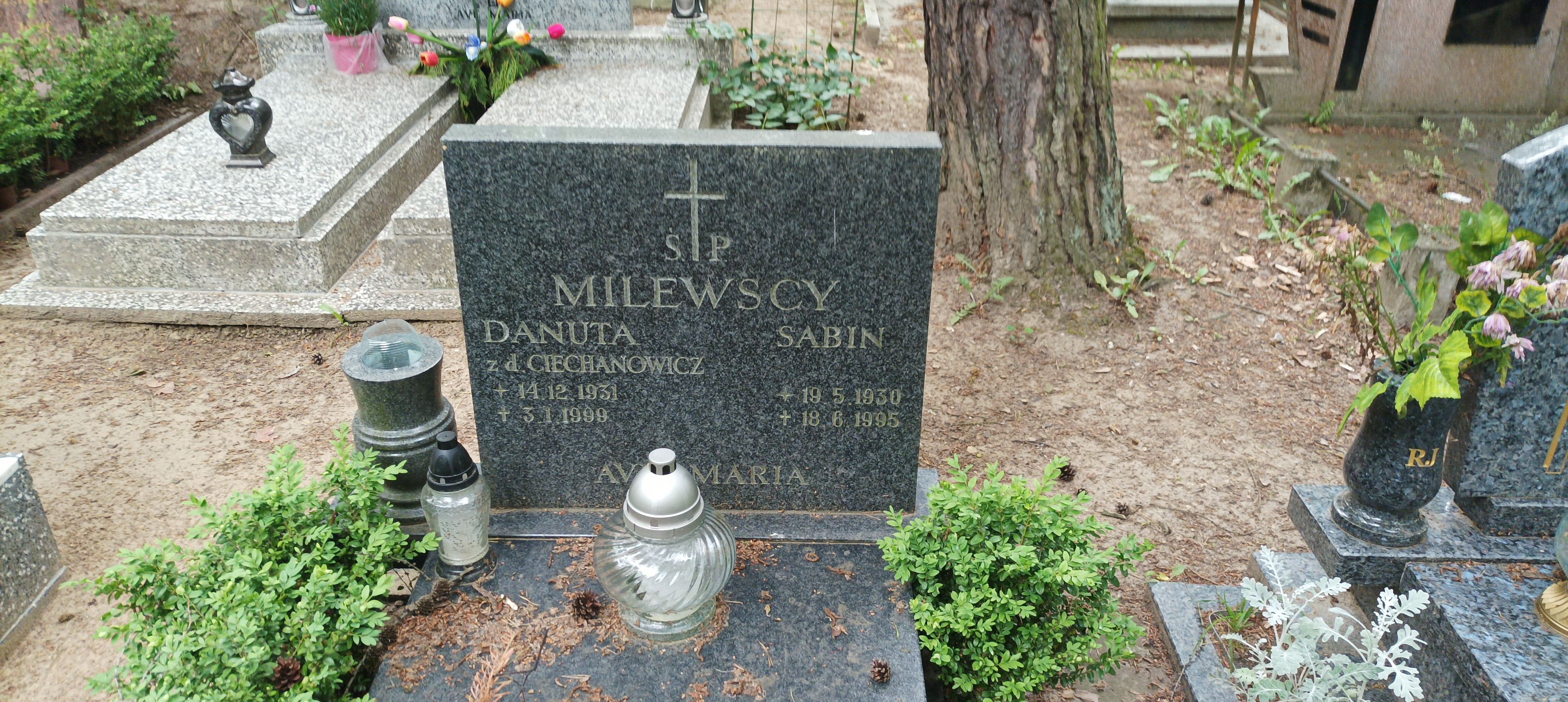
Grób Teresy Milewskiej na Cmentarzu Srebrzysko w Gdańsku

## Publikacje
W swoim dorobku skupiała się na badaniu sztuki Gdańska i Elbląga.
Jest autorką artykułów zamieszczonych w „Gdańskich Studiach Muzealnych” m.in. Wieko skrzyni z panoramą Gdańska Jana Kriega z około 1620 roku (1981), Odnaleziony portret patrycjuszki gdańskiej Andrzeja Stecha ze zbiorów Sierakowskich w Waplewie (1985), Nieznany portret Krzysztofa von Suchtena z 1507 w zbiorach Muzeum Narodowego w Gdańsku (1995).